# Maria Luisa Carlotta di Borbone-Parma
Maria Luisa Carlotta di Borbone-Parma (Barcellona, 2 ottobre 1802 – Roma, 18 marzo 1857) fu una principessa d'Etruria per nascita, per matrimonio fu principessa ereditaria di Sassonia.

## Biografia

### Infanzia

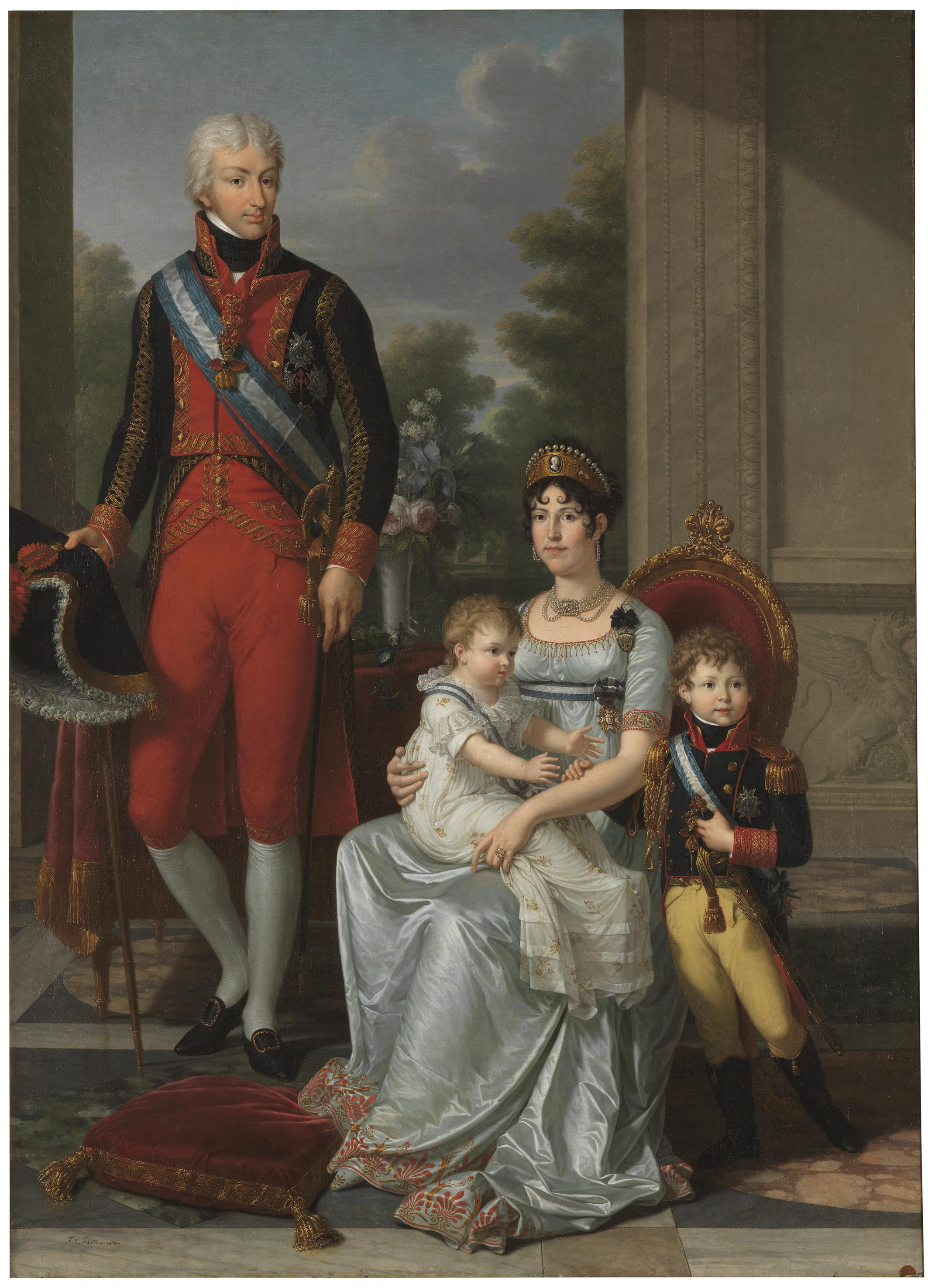
La famiglia del Re di Etruria.

Era figlia del principe Ludovico di Parma e dell'infanta Maria Luisa di Borbone-Spagna.
Nel 1801, per il trattato di Aranjuez, Ludovico divenne re d'Etruria a titolo di risarcimento per la sua rinuncia al Ducato di Parma. Fu così che la famiglia di Maria Luisa Carlota si trasferì a Firenze, prendendo residenza nel Palazzo Pitti. Solo pochi mesi dopo essersi stabiliti a Firenze, la famiglia reale fu richiamata in Spagna. Maria Luisa Carlotta nacque infatti a Barcellona. La famiglia reale spagnola era in città per celebrare il matrimonio di suo zio materno Ferdinando, principe delle Asturie con la principessa Maria Antonia di Borbone-Due Sicilie avvenuto il 6 ottobre 1802. Era stata chiamata così in onore di sua zia defunta Maria Luisa Carlotta di Borbone-Spagna.
Sua madre, Maria Luisa, ebbe un parto difficoltoso. In un primo momento, i medici pensavano che madre e figlia non sarebbero sopravvissute.
La loro visita fu interrotta per la morte del nonno paterno, Ferdinando I, duca di Parma, il 9 ottobre 1802. Nel mese di dicembre del 1802 la famiglia reale tornò quindi a Firenze, ma suo padre, il re Ludovico, che soffriva di epilessia ed era spesso malato, morì qualche mese più tardi, il 27 maggio 1803.

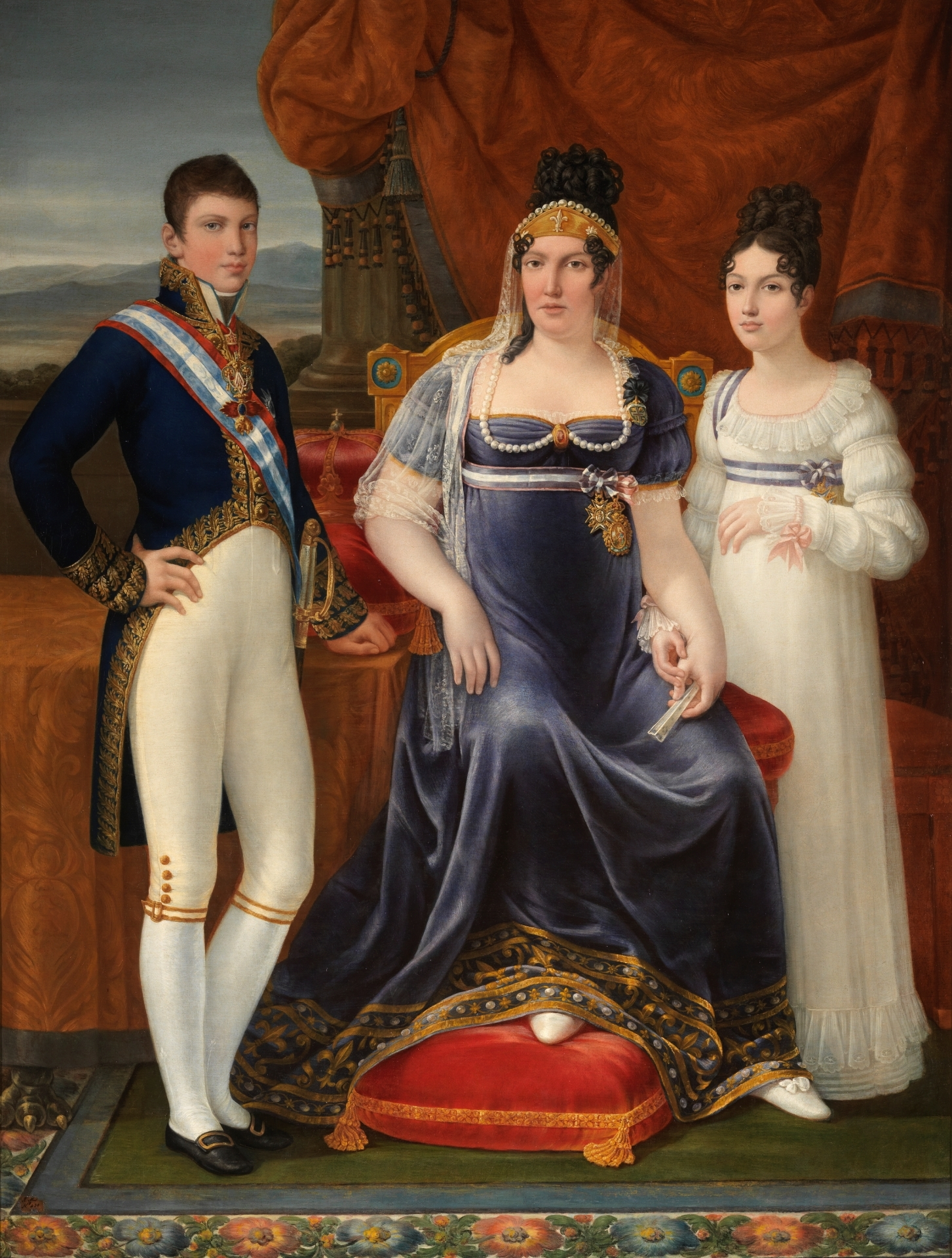
Maria Luisa di Spagna, duchessa di Lucca con i figli, Carlo Ludovico e Maria Luisa.

Suo fratello Carlo Ludovico successe al padre nel 1803, sotto la reggenza della madre Maria Luisa. Nel 1807 venne cacciato dal trono dall'esercito di Napoleone, che gli promise in cambio il trono del regno della Lusitania settentrionale (il nord del Portogallo), ma questo progetto non si realizzò mai, a causa della rottura tra Napoleone e i Borbone-Spagna nel 1808. Maria Luisa Carlotta, sua madre e il fratello cercarono rifugio in Spagna; arrivarono alla corte di Carlo IV, il 19 febbraio 1808. La Spagna era in agitazione, e meno di tre mesi dopo il loro arrivo, tutti i membri della famiglia reale spagnola furono portati in Francia su ordine di Napoleone, che diede la corona spagnola al fratello Giuseppe. Maria Luisa Carlotta lasciò la Spagna con la madre e il fratello, il 2 maggio 1808 per Bayonne e poi Compiègne, la residenza che gli era stata assegnata.
A Maria Luisa era stato promesso il palazzo di Colorno a Parma e un assegno consistente, ma Napoleone non mantenne la sua parola e Maria Luisa Carlotta con la madre e il fratello furono tenuti prigionieri a Nizza. Quando sua madre cercò di fuggire dalla presa di Napoleone, fu arrestata e rinchiusa in un convento a Roma nel mese di agosto del 1811. Ella condivise la prigionia con la madre fino al 1814.
Dopo la caduta di Napoleone, nel 1815, la casata di Borbone-Parma non fu restaurata nel Ducato di Parma, che fu invece affidato a Maria Luigia, moglie di Napoleone. Il 13 marzo 1824 suo fratello Carlo Ludovico, divenne Carlo I, duca di Lucca, egli fu compensato con questo ducato e con la promessa di rientro nella signorìa del Ducato di Parma, Piacenza e Guastalla alla morte di quest'ultima.

### Matrimoni

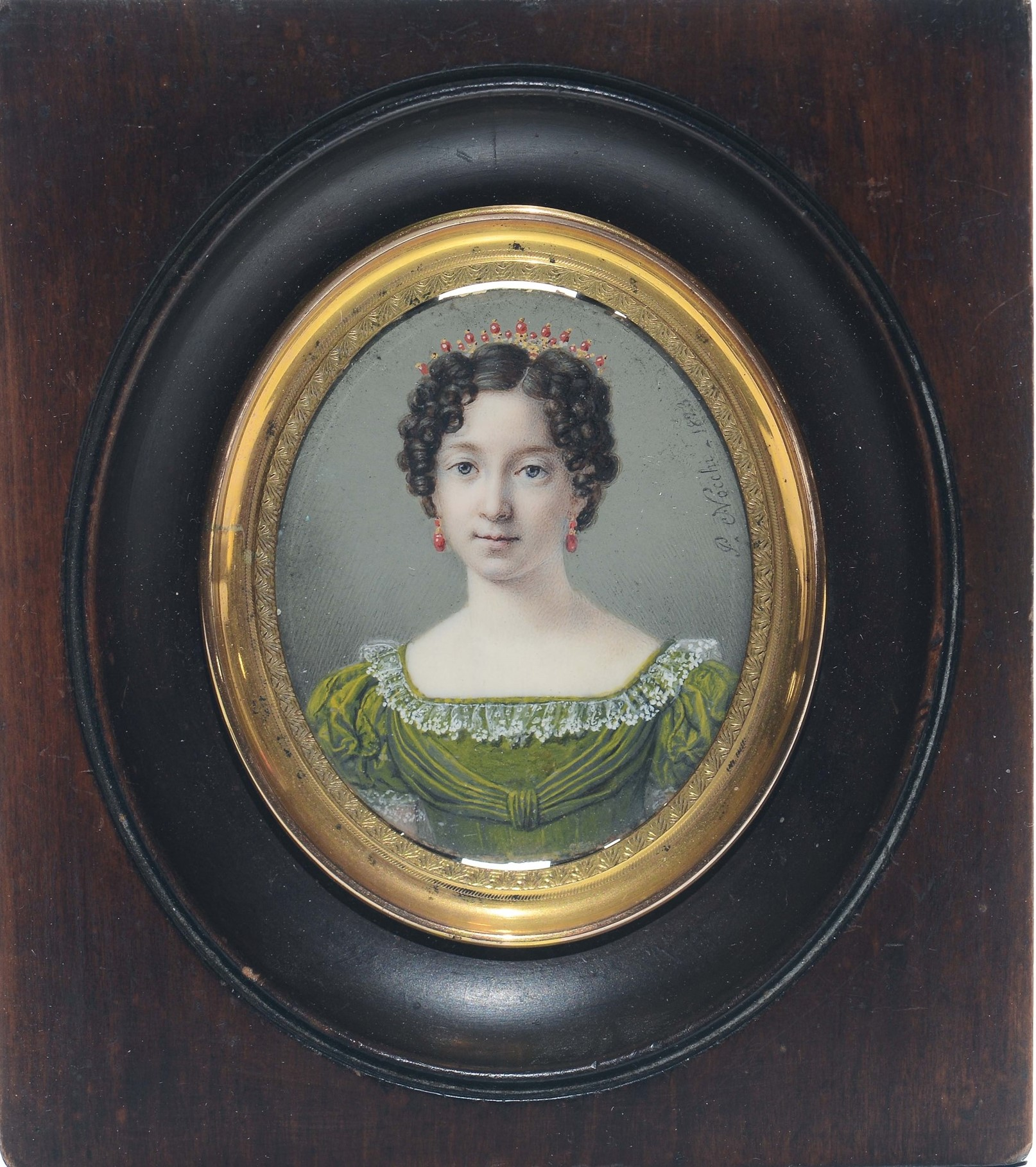
Maria Luisa Carlotta ritratta nel 1825

I suoi nonni materni e lo zio Ferdinando VII volevano far sposare Maria Luisa Carlotta, allora quattordicenne, all'Infante Francisco de Paula, il fratello più giovane di sua madre, questo matrimonio non fu mai celebrato.
Sposò invece Massimiliano (1759-1838), principe ereditario di Sassonia , rimasto vedovo della di lei zia Carolina di Borbone-Parma, a Lucca il 15 novembre 1825 (per procura) e di nuovo a Dresda il 7 novembre 1825. Non ebbe figli suoi ma si occupò di quelli di Massimiliano e Carolina, tra i quali i futuri re Federico Augusto II di Sassonia e Giovanni di Sassonia. Massimiliano rinunciò ai suoi diritti al trono nel 1830. Egli morì nel 1838. Maria Luisa Carlotta trascorse gran parte della sua vita a Vienna, dove era conosciuta per la sua eccentricità.
Rimasta vedova nel 1838, si risposò lo stesso anno con Giovanni Francesco De Rossi (1796-1854); di nuovo vedova nel 1854, l'anno successivo sposò il conte Giovanni Vimercati (1788-1861), con il quale passò a Roma gli ultimi anni.

### Ultimi anni e morte
Dopo la morte del marito Massimiliano di Sassonia Maria Luisa Carlotta tornò a Parma e visse per un breve periodo al Palazzo Reale di Colorno, trascorreva il tempo con le zie Maria Antonia e Maria Carlotta.
Nel 1853 si trasferì a Roma con il marito Giovanni Vimercati e rimase in compagnia delle zie Maria Anna, Maria Cristina e Maria Giovanna, con le quali trascorse gli ultimi anni della vita.

## Ascendenza
|                                       |                     |                                     | Genitori                                      |  |  | Nonni |  |  | Bisnonni           |  |  | Trisnonni           |  |
|                                       |                     |                                     |                                               |  |  |       |  |  | Filippo I di Parma |  |  | Filippo V di Spagna |  |
|                                       |                     |                                     |                                               |  |  |       |  |  | Filippo I di Parma |  |  | Filippo V di Spagna |  |
|                                       |                     | Elisabetta Farnese                  |                                               |  |  |       |  |  | Filippo I di Parma |  |  |                     |  |
| Ferdinando I di Parma                 |                     |                                     |                                               |  |  |       |  |  | Filippo I di Parma |  |  |                     |  |
|                                       |                     | Luisa Elisabetta di Borbone-Francia | Luigi XV di Francia                           |  |  |       |  |  |                    |  |  |                     |  |
|                                       |                     | Luisa Elisabetta di Borbone-Francia | Luigi XV di Francia                           |  |  |       |  |  |                    |  |  |                     |  |
|                                       |                     | Luisa Elisabetta di Borbone-Francia | Maria Leszczyńska                             |  |  |       |  |  |                    |  |  |                     |  |
| Ludovico di Borbone-Parma             |                     | Luisa Elisabetta di Borbone-Francia |                                               |  |  |       |  |  |                    |  |  |                     |  |
|                                       |                     | Francesco I di Lorena               | Leopoldo di Lorena                            |  |  |       |  |  |                    |  |  |                     |  |
|                                       |                     | Francesco I di Lorena               | Leopoldo di Lorena                            |  |  |       |  |  |                    |  |  |                     |  |
|                                       |                     | Francesco I di Lorena               | Elisabetta Carlotta di Borbone-Orléans        |  |  |       |  |  |                    |  |  |                     |  |
| Maria Amalia d'Asburgo-Lorena         |                     | Francesco I di Lorena               |                                               |  |  |       |  |  |                    |  |  |                     |  |
|                                       |                     | Maria Teresa d'Austria              | Carlo VI d'Asburgo                            |  |  |       |  |  |                    |  |  |                     |  |
|                                       |                     | Maria Teresa d'Austria              | Carlo VI d'Asburgo                            |  |  |       |  |  |                    |  |  |                     |  |
|                                       |                     | Maria Teresa d'Austria              | Elisabetta Cristina di Brunswick-Wolfenbüttel |  |  |       |  |  |                    |  |  |                     |  |
| Maria Luisa Carlotta di Borbone-Parma |                     | Maria Teresa d'Austria              |                                               |  |  |       |  |  |                    |  |  |                     |  |
|                                       | Carlo III di Spagna | Filippo V di Spagna                 |                                               |  |  |       |  |  |                    |  |  |                     |  |
|                                       | Carlo III di Spagna | Filippo V di Spagna                 |                                               |  |  |       |  |  |                    |  |  |                     |  |
|                                       | Carlo III di Spagna | Elisabetta Farnese                  |                                               |  |  |       |  |  |                    |  |  |                     |  |
| Carlo IV di Spagna                    | Carlo III di Spagna |                                     |                                               |  |  |       |  |  |                    |  |  |                     |  |
|                                       |                     | Maria Amalia di Sassonia            | Augusto III di Polonia                        |  |  |       |  |  |                    |  |  |                     |  |
|                                       |                     | Maria Amalia di Sassonia            | Augusto III di Polonia                        |  |  |       |  |  |                    |  |  |                     |  |
|                                       |                     | Maria Amalia di Sassonia            | Maria Giuseppa d'Austria                      |  |  |       |  |  |                    |  |  |                     |  |
| Maria Luisa di Borbone-Spagna         |                     | Maria Amalia di Sassonia            |                                               |  |  |       |  |  |                    |  |  |                     |  |
|                                       |                     | Filippo I di Parma                  | Filippo V di Spagna                           |  |  |       |  |  |                    |  |  |                     |  |
|                                       |                     | Filippo I di Parma                  | Filippo V di Spagna                           |  |  |       |  |  |                    |  |  |                     |  |
|                                       |                     | Filippo I di Parma                  | Elisabetta Farnese                            |  |  |       |  |  |                    |  |  |                     |  |
| Maria Luisa di Borbone-Parma          |                     | Filippo I di Parma                  |                                               |  |  |       |  |  |                    |  |  |                     |  |
|                                       |                     | Luisa Elisabetta di Borbone-Francia | Luigi XV di Francia                           |  |  |       |  |  |                    |  |  |                     |  |
|                                       |                     | Luisa Elisabetta di Borbone-Francia | Luigi XV di Francia                           |  |  |       |  |  |                    |  |  |                     |  |
|                                       |                     | Luisa Elisabetta di Borbone-Francia | Maria Leszczyńska                             |  |  |       |  |  |                    |  |  |                     |  |
|                                       |                     | Luisa Elisabetta di Borbone-Francia |                                               |  |  |       |  |  |                    |  |  |                     |  |